# Motu (Niue)
Motu es el área tribal histórica del norte de Niue en contraposición a Tafiti que englobaría el área tribal histórica del sur de Niue. 
Comprende los pueblos de Makefu, Tuapa, Namukulu, Hikutavake, Toi, Mutalau, Lakepa y Liku.
Tiene una población total de 620 habitantes y una extensión de 118,49 km². Su densidad es de 5,2 habitantes por kilómetro cuadrado.
| No.  | Pueblos    | Población (Censo 2001) | Área km² | Densidad de población (km-2) |
| ---- | ---------- | ---------------------- | -------- | ---------------------------- |
| Motu |            |                        |          |                              |
| 1    | Makefu     | 87                     | 17.13    | 5.1                          |
| 2    | Tuapa      | 129                    | 12.54    | 10.3                         |
| 3    | Namukulu   | 14                     | 1.48     | 9.5                          |
| 4    | Hikutavake | 65                     | 10.17    | 6.4                          |
| 5    | Toi        | 31                     | 4.77     | 6.5                          |
| 6    | Mutalau    | 133                    | 26.31    | 5.1                          |
| 7    | Lakepa     | 88                     | 21.58    | 4.1                          |
| 8    | Liku       | 73                     | 41.64    | 1.8                          |